# 김담
김담(金淡, 1416년 11월 29일 ~ 1464년 7월 10일)은 조선 전기의 문신, 유학자, 수학자, 천문학자이다. 조선국 사헌부 장령 등을 거쳐 이조판서, 중추원사 등을 지냈다. 이순지 등과 천문학, 역법 연구를 하였다. 본관은 예안으로, 자(字)는 거원(巨源), 호는 무송헌(撫松軒), 시호는 문절(文節)이다.

## 주요 이력
세종, 문종, 세조 때의 문신이자 천문학자, 지리학자이자 월력 연구가이다. 이순지 등과 함께 조선 전기의 월력과 천문을 연구하였다. 세종대왕의 왕명으로 이순지와 함께 《회회력(回回曆)》을 참고하여 칠정산외편을 저술했으며, 이것은 조선을 기준으로 하는 최초의 달력 역법(曆法)이다.
김담의 조부 김로(金輅)는 고려때 좌우위보승랑장으로 고려 절신이고, 아버지는 영유현령을 지낸 김소량(金小良)이다. 어머니는 평해 황씨(平海 黃氏)로 고려 때 공조판서를 지낸 황유정의 딸이다. 세 명의 판서를 배출한 집에서 태어나 자랐는데, 이 저택을 지역 사람들은 '삼판서 댁(三判書宅, 삼판서 옛집)'이라고 불렀다.
1435년(세종 17) 과거에 동진사로 급제했다. 급제 이후 홍문관정자, 집현전 정자가 되었으며, 1433년 이순지와 함께 조선의 달력인 칠정산내편을 편찬하였다. 이후 1447년 중시 문과(重試文科)에 을과 1등(乙科一等) 2위로 급제하였다. 이순지와 함께 당대의 뛰어난 천문학자로서, 세종대의 천문ㆍ역법사업에 공헌하였다. 장영실, 이순지, 이위 등과 함께 간의규표, 앙부일철, 자격루 등의 천문 관측 기구의 개발에도 참여하였다. 박팽년, 하위지 등과 친분이 있었으며 이들과 담론하며 시류에 대한 불만을 토로했다가 문제시되기도 하였다. 세조 반정 이후 반정에 동조하지는 않았으나 관직에 있게 되었다. 이후 그는 외직을 자청하여 안동부사, 예조 참의, 경주부윤, 충주목사 등을 거쳐 중추원부사, 이조판서로 승진했고 중추원사에 이르렀다. 1455년 원종공신 1등, 1460년에는 원종공신 3등에 녹훈되었다.

## 생애

### 생애 초반
김담은 1416년(태종 16) 11월 29일 지금의 경상북도 영천군 가흥면 성동리(후일의 경상북도 영주시 영주동 431번지) 구산 아래 삼판서고택에서 선무랑(宣務郞) 영유현령(永柔縣令)을 지내고 사후 증 병조판서에 추증된 김소량(金小良)과 평해황씨(平海黃氏)의 3형제의 중 둘째 아들로 태어났다.
고조부 김뉴(金紐)는 고려에서 중현대부 비순위대호군, 밀직사였고, 증조부 김방식(金方軾)은 고려 봉선대부 비순위정용호군을 지냈고, 할아버지 김로(金輅)는 좌우위보승낭장을 역임했다. 아버지 김소량은 조선 건국 후 선무랑 영유현령, 겸권농병마단련사(兼勸農兵馬團鍊使) 등에 이르렀는데 그의 출세로 증 자헌대부 병조판서로 추증되었다. 아버지 김소량의 증 자헌대부 병조판서직, 조부 김로의 증 가선대부 호조참판직과 증조부 김방식의 증 통정대부 이조참의직은 모두 그가 출세하게 되어 추증된 것이다. 그가 원종공신에 책록되었으므로 아버지 김소량에게 증직이 더해졌을 것으로 추정되나 기록이 더 전하지 않는다. 친조모는 덕풍군부인 윤씨, 증조모는 영정군부인 정씨이다.
어머니는 평해황씨로 자헌대부 공조판서를 지낸 황유정(黃有定)의 딸이고, 사간원좌헌납 김근(金瑾)의 손녀인데, 고려말 병부상서 염의 정운경(廉義 鄭云敬)의 외손녀였다. 삼봉 정도전이 어머니의 외삼촌, 그에게는 외외종조부가 된다. 과거에 급제하여 관직에 오른 그의 형 김증(金曾)에 이어 그가 현달함으로써 집안 가세를 일으켰다. 후일 형 김증은 성삼문, 신숙주, 정인지 등과 함께 《홍무정운》을 번역하고《역대병요》를 편찬하는데 참여하기도 했다. 동생은 김홍(金洪)으로 행적은 상세하지 않으며, 선교랑 통례원통찬에 이르렀다. 동생 김홍은 후일 소고 박승임(嘯皐 朴承任)의 외증조부가 된다.
그가 태어난 삼판서고택은 구산 아래 구성공원 남쪽, 영천군 가흥면 성동리, 후일의 경상북도 영주시 영주동 431번지에 해당되는 지역이었으나 영주지역 대홍수로 붕괴, 2008년 10월 영주시 가흥2동 9-28번지, 영주 구학공원 근처로 이전, 복원하였다.
숙부 김중량은 경기도 이천군 돈의실로 이주했다가 그 후손들은 장단군 삼수동으로 이주했고, 다른 숙부 김의량은 후손 기록이 없다.
그는 어려서부터 총명하고 독서를 좋아했으며 태어난 영주 삼판서고택에서 어린 시절을 보냈다. 18세(1434년)에 한양으로 올라가 이듬해인 1435년(세종 17) 형(김증)과 함께 문과에 급제, 형제가 나란히 집현전 정자(정9품)에 임명된다. 집현전 학사 99인중 형제가 나란히 집현전에 선발된 것은 유일한 예라고 한다.

### 관료생활 초반

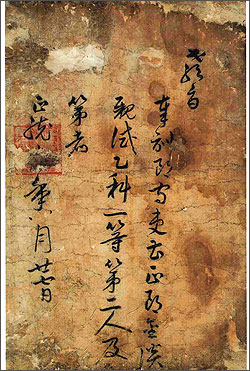
김담의 과거 급제 교지 (1435년)

이후 1435년(세종 17) 식년과 동진사에 합격하고, 같은 해 문과 정시(庭試)에 병과로 급제하고, 바로 종사랑 집현전(후에 홍문관) 정자(從仕郞 集賢殿正字) 겸 경연사경(經筵司經)에 임명되었다. 그가 중정시문과에 급제할 때 형 김증도 급제하여 형제가 동시에 과거에 급제하였다. 이듬해 이순지(李純之)가 간의대(簡儀臺)에 나가 천문학을 관측하던 중 어머니가 상(喪)을 당하자 그 일을 대신 맡아보기도 했다.
집현전학사로 있으면서 훈민정음 창제에도 참여했고, 특히 천문과 관측 분야에 뛰어나 간의대(簡儀臺)로 발령받아 이후 간의대에서 활약, 1433년(세종 15년)에는 17세에 세종의 영을 받아 이순지와 함께 달력 연구에 참여하였다. 이후 그는 이순지와 함께 해와 달의 기울음을 연구한 뒤 원나라의 접시력, 명나라의 대통력을 종합하여 조선편 달력을 칠정산내편을 간행하였다. 이후 세종대왕의 전폭적인 신뢰를 얻어 이순지, 이위, 장영실 등과 함께 간의규표, 앙부일철, 자격누등의 천문 관측 기구를 개발하였다. 김담은 천문·지리·풍수등에 두루 박식하여 세종의 총애를 받았고 성삼문, 신숙주, 장영실, 정인지 등에 버금가는 명성을 얻었다. 1437년 여름 통사랑 집현전저작랑(通仕郞 集賢殿 著作郞)이 되었다.
그 뒤 다시 중시(重試)에 제 2등으로 합격하였다.

### 양전 시행과 관료 시절
김담은 나이 25세에 전료(殿僚)와 더불어 국어와 음의(音義)를 보정해 올렸다. 28세 때에는 봉상시주부가 되었고, 이듬해 정인지, 이순지, 박윤장 등과 함께 경기도 안산에서 양전을 시행했다. 29세 때는 이조정랑이 되었고, 제언종사관이 되어 이순지와 더불어 언제공사(堰堤工事)에서 계산을 맡았다.
1434년(세종 16년) 이조정랑이 되고, 그해 제언종사관(堤堰從事官)이 되어 이순지와 더불어 언제공사(堰堤工事)에 참여하여 계산을 맡았다. 1436년 12월 집현전 정자로 재직 중 봉상 판관 이순지(李純之)가 모친상을 당해 사직하자, 승정원의 추천으로 천문대를 맡아보게 되었다. 1437년 승문원부교리가 되었다. 승문원부교리로 있을 때, 명을 받아 토지를 측정 연구하여 토지분할 정책인 「전부구등지법(田賦九等之法)」을 찬정하였다. 이후 이조 정랑, 집현전 직제학 등을 지냈다.
1437년 집현전저작랑을 거쳐 1439년 무공랑 집현전박사(務功郞集賢殿博士)가 되었다. 그는 역산(曆算)에 능하여 세종은 그를 중용하여 역법(曆法) 교정을 명하였다. 그해 이순지와 함께 《칠정산외편 七政算外篇》을 교정해서 올렸다. 그 뒤 세종대왕의 명으로 정인지(鄭麟趾), 정흠지(鄭欽之), 정초(鄭招) 등과 함께 수시력법(授時曆法)과 대통력태양태음통궤(大統曆太陽太陰通軌) 등에 대하여 그 계산법을 밝히고, 약간의 수정을 가해서 《칠정산내편 七政算內篇》을 만들었는데, 《칠정산내편》과 《태양통궤》·《태음통궤》 등이 모두 이순지와 김담이 편찬한 편찬본의 규장각판 사본만이 현재 전한다. 이후 수찬과 교리를 역임하였다.
1441년 여름 선교랑 집현전부수찬 지제교(宣敎郞集賢殿副修撰知製敎)를 거쳐 그해 가을 사헌부 감찰(司憲府 監察)이 되었다. 1441년 11월 명나라에 파견되는 절일사(節日使) 고득종(高得宗)의 서장관으로 북경을 다녀왔다. 이때 절일사 고득종이 왕명 없이 임의로 명나라 황제에게 건의하여 약물을 하사받아온 일로 귀국 후 체포, 의금부에 투옥됐으며, 장 90대 처분을 받았으나 불문율로 넘기고 석방되었다. 서장관 겸 검찰로 있으면서 절일사 고득종의 행동을 제지하지 않았다는 이유로 사헌부의 탄핵을 당했다.
1442년 통례문 봉례랑, 그해 겨울 승훈랑 사재감주부를 거쳐 봉상시 주부로 옮겼다. 1443년 주부(注簿)로 재직 중 세자 향의 명으로 진양대군 유 등과 함께 양전(量田) 시험에 참여했다.
1444년 호조좌랑, 이조좌랑, 1445년 봄 승의랑이 되었다. 그해 12월 다시 이조좌랑에 재직 중, 예조에서 일부 이조 관원들이 개최한 연회에 참여했다가 사헌부에 끌려가 추국당하고 삭직되었다. 1446년 여름 훈련원주부, 승문원부교리 등을 지냈다. 1447년 여름 봉훈랑(奉訓郞)에 임명되었다. 그해, 세종대왕은 그가 토지경계를 정하고 공부 정리에 능함을 신임, 특명을 내려 균전(均田)의 임무를 맡겼다. 그는 새로운 정전안(定田案)을 세워, 밭 토지의 등급을 9등급으로 나누었다.
1447년 7월 1일 수 사간원우헌납(守司諫院右獻納), 성균관직강(成均館直講)이 되었으며, 이조정랑(吏曹正郞)으로 전임되었다. 그해 8월 17일의 중시(重試)에 을과 1등(乙科 一等) 2위로 합격하였다. 이때 그의 형 김증도 중시문과에 을과 3등(乙科三等) 3위로 합격해 형제가 동방(같은 기수 합격자)가 되었다. 그는 곧 통덕랑(通德郞)으로 승진하고, 수 부지승문원사 지제교(守副知承文院事 知製敎)가 되고 그해 겨울 첨사원동첨사(詹事院同詹事)가 되었다. 1448년(세종 30) 조봉대부 서운관 부정 지제교(朝奉大夫 書雲觀副正 知製敎)에 제수되었고, 1448년 전라도 관찰사로 부임했다. 이듬해인 1449년(세종 31) 1월 부친상을 당하여 시묘살이를 하던 중 세종이 출사의 명과 함께 쌀 10석, 옷, 신발, 버선 등을 하사하였으나 고사하였다. 그해 가을 세종은 그에게 선략장군(宣畧將軍)을 제수했으나 상서를 올려 고사하였다. 세종이 허락하지 않자 그 해 7월까지 여섯 차례나 상소를 올렸다. 그러나 세종은 오히려 승진 벼슬을 내리며 복귀하도록 명하였고, 이에 사간원에서 반대하였으나 세자(문종)가 김담의 재주를 귀하게 여겨 기복(起復)을 명하니, 결국 출사하여 역법과 측후의 일을 하였다.
1449년 5월 1일 영천에서 삼년상을 하던 중 왕명으로 부름받아 역법(曆法)에 종사(從仕)하였다. 이어 일영대(日影臺)를 세웠고, 관상감(觀象監)의 일도 같이 맡아보았다. 1449년(세종 31) 겨울 선절장군(宣節將軍)에 제수되었으나 다시 상소를 올려 사직했다. 1450년(세종 32) 호군(護軍)으로 전직되었다가 친상 중임을 이유로 사직을 청하였으나 문종이 허락하지 않았다.

### 천문학과 월력 연구, 서적 간행
그는 이순지와 더불어 당대에 가장 뛰어난 천문학자로서 천문·역법 사업에 크게 공헌하였으며, 정인지·정초·정흠지·이순지 등과 더불어 《칠정산내편》·《칠정산내편정묘년교식가령 七政算內篇丁卯年交食假令》·《칠정산외편》·《칠정산외편정묘년교식가령》·《대통력일통궤 大統曆日通軌》·《태양통궤 太陽通軌》·《태음통궤 太陰通軌》·《교식통궤 交食通軌》·《오성통궤 五星通軌》·《사여전도통궤 四餘纏度通軌》·《중수대명력 重修大明曆》·《경오원력 庚午元曆》·《선덕십년월오성릉범 宣德十年月五星陵犯》등 명나라나 외국의 천문역서를 조선식으로 수정 편집하거나 교정, 편찬하였다.
역법에 재능이 있어 당대의 천문학자인 이순지와 더불어 《칠정산내편》, 《칠정산외편》 등의 편찬에 관계하였으며, 이밖에 토지정리 사업과 《역대병요》 등의 서적 편찬에도 참여하였다. 칠정산은 조선의 환경 기준으로 만든 첫 월력이기도 하다.
칠정산의 ‘칠정’은 7개의 움직이는 별(해, 달, 수성, 금성, 화성, 목성, 토성)을 뜻하고 ‘산’은 ‘계산한다’는 의미다. ‘칠정산내편’은 중국 역법에 기반을 두었지만 수시력(授時曆)과 대통력(大統曆)을 한양 위도에 맞추어 교정한 것이다. 천문상수는 물론, 동지와 하지 전후의 해 뜨는 시각과 지는 시각, 밤낮의 길이를 다루고 있어 단순한 달력이라기보다는 오늘날의 천체력의 구실을 겸하고 있다. 책의 일행제율의 항에서 보면, 세주(歲周, 1년의 길이)=365일 2,425분으로 되어 있고, 1일=10,000분(分)=100각(刻), 1각(刻)=100분(分)의 십진법(十進法)이 쓰였는데 이로 미루어 1년의 길이가 현재 실시하고 있는 그레고리(Gregory) 태양력과 같은 365.2425일이고, 1분은 현행 8.64초와 같았음을 알 수가 있다.
'칠정산외편'은 서역의 역법인 회회력(回回曆)이라고 불린 이슬람력을 연구, 분석하여 조선의 실제 절기에 맞춰 교정한 책이다. 칠정산내편과는 달리 원주를 360도로 한 60진법이 쓰이고 있다. 또 1태양년의 길이는 365일로 하되 128태양년에 31윤일을 두고 있으므로 이 역법에 의해 계산한 1태양년의 길이는 365일 5시 48분 45초로 현대 값 보다 1초 짧을 뿐이다. 세종이 칠정산내외편에 대해 얼마나 자부심을 가졌는가는 칠정산내편 서문을 통해 짐작 할 수 있다. 서문에는 “이리하여 역법이 아쉬움이 없다 할 만큼 되었다”고 적혀 있다.
1445년에 간행된 제가역상집(諸家易象集)도 김담이 이순지와 함께 저술하는 등 당시 천문학에 관한 대부분의 저서는 김담과 이순지가 연구·저술한 것이다. 김담이 이조정랑(吏曹正郞)으로 재직 중이던 1447년(세종 29)에는 문과 중시(重試 : 과거 급제자를 대상으로 치르는 시험)에서 을과 1등(乙科 一等) 3인 중 제2등으로 합격했다. 1등은 성삼문 3등은 이개였다. 이처럼 학자로도 출중한 능력을 갖추었던 김담은 문과급제자로서는 특별하게 천문과 산학(算學)에 정통해 이순지와 함께 조선시대 과학 발전에 주도적 역할을 했다.

### 문종, 단종 때의 활동
문종 즉위 직후 1450년 3월 16일 부친상을 이유로 사직을 청하였으나 선왕의 명이고 할일이 많다면 문종이 반려시켰다. 다시 그해 6월 부친의 탈상이 2개월 남아서 상제를 마치려 사직을 청했지만 역시 거절당했다. 1451년(문종 1) 사헌부 장령이 되어 불사를 주관한 관리의 처벌을 상소했다. 이후 사헌부 장령으로 불사를 배척하는 상소를 여러 번 올렸으며, 그해 봄 무의장군(武毅將軍)에 제수되고, 사헌부장령 겸 춘추관기주관(司憲府掌令兼春秋館記注官), 그해 가을 지승문원사 겸 직수문전(知承文院事 兼 直修文殿)이 되었다.
1451년 지승문원사(知承文院事)를 거쳐 왕명으로 《병요(兵要)》에 주(註)를 달았다., 1451년 사헌부장령이 되어 불사(佛事)를 배척하는 소를 여러 번 올렸고, 1452년(단종 즉위년) 집현전직제학이 되었다. 그는 박팽년, 하위지 등과 교분이 있었는데 이들을 만나 시류에 대한 불만을 토로한 것이 후일 문제가 되어 비판거리가 되기도 했다.
이때 그는 하위지(河緯地)의 집에 가서 위태로운 나라에는 거하지 않는다고 말한 일이 있는데, 연산군 때에 김일손이 이를 실록에 실으려다가 논란이 되기도 했다.
1452년(단종 즉위년) 봄 수 전농사윤(守典農寺尹)을 거쳐 중훈대부 전농사윤(中訓大夫典農寺尹) 등을 거쳐 집현전 직제학 지제교(集賢殿直提學知製敎)가 되었고, 1453(단종 1) 역대병요의 편찬에 참여, 역대병요 13권이 완성되자 중직대부(中直大夫)로 승진하고, 다시 통훈대부(通訓大夫)로 승진했다. 그는 늑으신 어머니 봉양을 위해 외직에 발령내줄 것을 여러번 청하였다. 이어 상주목사로 부임했다가, 충주목사를 지냈다. 충주목사 재직 중 1453년 중직대부로 승진했고, 1454년 가을 통훈대부로 승진했다. 1455년 여름 감사 함우치(咸禹治)가 상소를 올려 그가 行己廉正 處事精詳 吏服民安함을 들어 포상을 청하였다. 충주목사 재직 중 1455년 4월 4일 통정대부(通政大夫)로 승진했다.
1454년에는 조선이 명나라에 보낸 정조사(正朝使)의 통사(通事) 최윤(崔倫)에게 부탁, 조카 김담(金淡)에게 보내는 편지와 면포(綿布)·소견(小絹)·황사(黃絲) 등의 물건을 받아 가지고 왔다.

### 지방관 생활
계유정난으로 정권을 잡은 수양대군이 1455년 단종을 축출하고 왕위에 오르자 신숙주를 통해 이조판서에 특별 제수되었으나 끝내 받지 않았다. 이후 거듭된 출사 요청에 중앙 벼슬을 피하여 자청하여 안동부사, 충주목사등의 외직으로 나갔다. 1455년 12월에는 좌익원종공신 1등(原從功臣一等)에 책록되었다. 이후 예조참의에 제수되었지만 취임하지 않았고, 1456년 근거리에서 노모의 봉양을 위해 외직을 청하여 고향 안동으로 내려갔다. 1457년 1월 첨지중추원사(僉知中樞院事)에 임명되고 이후 다시 안동대도호부사(安東大都護府使)로 나갔다가 1458년 3월 예조 참의에 제수되어 상경, 사직했다. 1458년 6월 28일 경주부윤에 임명됐으나 같은 날 상주목사로 임명, 상주로 부임하였다. 그의 사위 이수형은 단종 양위에 분개하여 벼슬을 버리고 낙향했는데, 그와 긴밀히 교류하였다. 이수형은 장인의 고향인 영주 도촌으로 낙향하였다.
1458년 여름 가선대부(嘉善大夫)로 승진, 경주부윤으로 부임하자, 세조가 불러 친히 식물과 의복을 내려주였다. 경주부윤으로 있을 때는 금강산에 있던 매월당 김시습과 자주 만나 동병상련의 정을 달래며 신라의 고적을 중수하는데 힘쓰기도 했다. 당시 세조가 이조판서의 벼슬을 내리며 두번씩이나 불렀으나 사양, 승정원일기에는 「사판삼신이일」로 기록되어 있다. 서거정과도 교유하였는데, 경주부윤으로 있을 때 봉명사신으로 파견되었던 서거정 등이 오자 감사와 함께 그를 환대하며 고적 정비에 나서는 것으로 시름을 달랜다 하였다.
'자네가 내 마음을 먼저 알고 있네. 이미 통판과 의논하여 장차 객관을 중수(重修)하기로 하고, 재목을 축적하고 기와를 구우면서 시일을 기다리고 있을 뿐일세.'
그는 어머니가 늙었다고 하여 몇 지방 고을의 수령(守令) 자리를 구하였다. 세조 찬위 이후에도 중앙벼슬을 피해 지방관 생활을 했다. 1460년 1월 다시 경주부윤에 임명되었다. 1460년 봄 가정대부로 승진했다.

### 생애 후반
그가 충주목사로 재직할 때 관내에 도적이 많아 고을 백성들이 몹시 두려워하였는데 그는 이 도적을 잘 잡아 다스렸으며, 장물의 증거를 발견하면 비록 그 양이 적더라도 이를 용서하지 않았다 한다. 이로 말미암아 도적들이 서로 경계하여 그가 충주목사로 재직 중에는 충주목 경내(境內)에는 들어오지 않았다 한다. 세조는 그에게 이조판서직을 제수되었으나 사양하고 나아가지 않았다.
1460년 사직(司直)으로 재직 중 세조의 특명으로 원종공신 3등(原從功臣三等)에 녹훈되었다. 1461년 자헌대부로 승진했다. 1460년 겨울 경주부윤 임기가 만료되었으나 늙으신 어머니 부양을 이유로 잉임되었다. 1461년 겨울 자헌대부로 승진했다. 1463년 가을 중추원부사(中樞院副使)에 제수되었디.
왕조실록의 졸기 기록에 의하면 그는 성품이이 단아(端雅)하고, 행동이 청렴(淸廉)하고 근신(謹愼)하였다고 한다. 1463년 7월 6일 중추원 부사(中樞院副使)가 됐다가 그해 8월 29일 이조판서로 승진했는데, 지합천군사 권용(權鎔)에 의하면 이때 그는 병을 이유로 세번 사직을 청하여 승인되었다고 한다. 세조는 중사(中使)에게 명하여 그의 병환을 문의했으나, 중사는 그의 병이 위중하지 않으며 일없이 소일한다고 거짓으로 보고하였다. 그의 병세는 심해졌다. 1464년 1월 22일 세조의 왕명으로 우의정 구치관(具致寬), 동지중추원사(同知中樞院事) 양성지(梁誠之), 인순부윤(仁順府尹) 한계희(韓繼禧) 등과 함께 《동국통감》의 착오를 검토, 교열하였다. 1464년 중추원사(中樞院使)로 임명됐다. 그의 문하에서는 이수형 등을 배출했는데, 이수형은 그의 제자이자 사위였다.
1464년 초여름 지중추원사(知中樞院事)가 되었다가 곧 관직에서 물러났으며, 그해 7월 병이 위중해졌다. 1464년 7월 10일 오시(午時)에 병으로 사망하였다. 그의 부음 소식을 듣고 세조는 명하여 조회와 시장을 2일간 철조하였다. 당시 그의 나이 향년 48세였다.

### 사후
세조 반정에 반발하여 낙향한 사위 이수형, 생육신 매월당 김시습, 학자이자 문인인 서거정 등과 교류하였다.
세조 9년 김담이 별세하자 세조는 이틀간 조회(朝會)와 저자(市)를 정지할 것을 명하고, 예관을 보내 조제(弔祭)를 치르게 하고 부의를 후하게 내리며 별세 이튿날 바로 '문절(文節)'이라는 시호가 내려졌는데 이는 조선사를 통틀어 매우 드문 일이었다.
*문절(文節) : 학문에 부지런하고 묻기를 좋아하는 것을 ‘문(文)’이라 하고, 청렴(淸廉)하기를 좋아하고 스스로 극기(克己)하는 것을 ‘절(節)’이라고 한다.
그해 9월 시신은 영천으로 운구되어, 경상북도 영주군 북쪽 15리 순흥부 수민단면 허빈동(許賓洞, 후일의 경상북도 봉화군 봉화읍 문단리 962번지)의 빈동산(賓洞山) 오향(午向) 언덕에 안장되었다. 바로 지합천군사 권용이 그의 행장(行狀)을 지었다. 묘소 앞에 세워진 비석은 자손이 세웠고 자헌대부 이조판서 시 문절 김공지묘(資憲大夫 吏曹判書 諡 文節 金公之墓)라 되어 있다. 묘지명은 김위(金㙔)가 지었고, 신도비문은 5대손 정랑 김우익(金友益)의 부탁으로 여헌 장현광이 지었고, 글씨는 김광현이 썼다.
장남 만석은 손자 김유년 이후 기록이 없다. 둘째 아들 만균은 아들이 없고 딸만 2명 있었는데, 이로 인하여 김만균 사후 일부 재산을 당시 살아있던 9남매가 분배하였으며 이것이 1516년 김수 분재기(金綏 分財記)에 나타난다. 셋째아들 만칭, 넷째 아들 만인에게서 후손이 이어졌고, 만칭의 후손이 번성하였다.
1753년(영조 29)에는 그의 묘소 아래 경상북도 봉화군 내성면 문단리(후일의 봉화군 봉화읍 문단리 962번지)에 재실인 빈동재사가 건립되었다.
광해군 때에 영주 사림에서 향현사(鄕賢祠)와 문계서당(文溪書堂)에 제향되었으나 뒤에 구강서원(龜江書院)과 단계서원(丹溪書院)으로 이축, 개명되었다가 흥선대원군(興宣大院君)때에 서원철폐령으로 철폐되었고, 현재 경상도 순흥의 단계서원과 영주의 귀강서원, 영주 향현사(鄕賢祠) 등에 배향되었다.

## 저서
- 《무송헌문집》(撫松軒文集)
- 《김문절공일고》(金文節公逸稿)
- 《제가역상집》(諸家曆象集)

### 공저
- 《칠정산내편》
- 《칠정산외편》
- 《역대병요》

## 연보
- 1416년(태종 16년) - 음력 11월 29일에 경상도 영천군 (현 경상북도 영주시)에서 출생.

- 1435년(세종 17년) - 20세. 형 김증과 함께 문과 급제. 집현정 정자 임명.

- 1436년(세종 18년) - 21세. 봉상시 판관 이순지 대신에 간의대 근무, 천문 관측.

- 1437년(세종 19년) - 22세. 집현전을 설치한 세종이 경연(經筵)과 서연(書筵)에서 강론을 담당할 문학에 밝은 선비 10인을 선발. 김증과 김담 형제 선발. 집현전 저작랑이 되고 이듬해 1439년에 정7품 집현전 박사가 됨. 이순지와 더불어 칠정산외편 교정.

- 1442년(세종 24년) - 27세. 《칠정산내외편》 완성(이순지, 정인지, 김담 등).

- 1443년(세종 25년) - 28세. 봉상시 주부 임명. 양전 실시.

- 1444년(세종 26년) - 29세. 호조 정랑, 이조 정랑 임명.

- 경기도 안산 지방의 양전(量田)을 실시하고, 제언종사관(堤堰從事官)으로 언제공사(堰堤工事)의 계산을 담당.

- 1447년(세종 29년) - 32세. 문과 중시에 1등 제2인 급제. 승문원 부교리 임명. 왕명으로 전부구등지법(田賦九等之法) 관여.

- 1448년(세종 30년) - 33세. 서운관부정(書雲觀副正) 임명.

- 1451년(문종 1년) - 36세. 사헌부 장령 임명. 불사 배척.

- 1452년(문종 2년) - 37세. 집현전 직제학 지제교, 충주 목사 임명.

- 1456년(세조 2년) - 41세. 안동 대도호부사 임명.

- 1458년(세조 4년) - 43세. 첨지중추원사를 거쳐 종2품 경주 부윤 임명.

- 1461년(세조 7년) - 46세. 정2품 자헌대부 승진.

- 1463년(세조 9년) - 48세. 음력 8월에 이조 판서 임명.

- 1464년(세조 9년) - 49세. 중추원사 임명.

- 1464년(세조 10년) - 49세. 음력 7월 9일 졸(卒). 향년 48세.

## 가족 관계
- 할아버지 : 김노(金輅, 1351년 - ?)
- 할머니 : 덕풍군부인 윤씨(1348년 - ?), 조청랑 지안산군사 윤인희(尹仁禧)의 딸
  - 숙부 : 김숙량(金叔良)
  - 숙부 : 김중량(金仲良)
  - 숙부 : 김의량(金義良)
  - 고모부 : 김강(金强)
  - 고모부 : 유산수(庾山壽), 무장인 부사
  - 고모부 : 정번(鄭磻), 연일인 생원
- 아버지 : 김소량(金小良, 1384년 11월 ~ 1449년 1월 24일 혹은 1월 21일)
- 어머니 : 평해황씨, 공조판서 황유정(黃有定)의 딸
  - 형 : 김증(金曾 다른 이름은 김증(金潧), ? ~ 1456년 12월 7일)
- 본인 : 김담(金淡, 1416년 12월 - 1464년 7월 10일)
- 부인 : 감천 문씨(1419년 - 1462년 12월 7일), 문헌(文獻)의 딸
  - 아들 : 김만석(金萬石)
  - 며느리 : 최씨, 녹사 최자명(崔自明)의 딸
  - 아들 : 김만포(金萬包)
  - 며느리 : 광주 김씨
  - 아들 : 김만칭(金萬秤)
  - 며느리 : 광산김씨
    - 손자 : 김좌(金佐), 81세에 노인직으로 어모장군을 받았다.
      - 증손 : 김택민(金澤民)

    - 손자 : 김우(金佑)
      - 증손 : 김사문(金士文)
      - 증손 : 김사명(金士明)
      - 증손 : 김사호(金士皥)

  - 아들 : 김만인(金萬引)
  - 며느리 : 조씨
  - 사위 : 이수형(李秀亨)
  - 사위 : 권우(權瑀)
  - 사위 : 유대승(柳大承)
  - 사위 : 김계흔(金啓昕)
  - 사위 : 금치담(琴致湛)
- 외할아버지 : 황유정(黃有定, 1343년 ~ ?)

## 사상과 치적

### 도적 엄단
실록에 의하면 그는 범죄자에게 엄격했다 한다. "그때 경내(境內)에 도적이 많아서 백성들이 매우 괴로와하였는데, 김담이 이들을 원수(怨讎)같이 싫어하여 도적의 자취를 잘 다스렸고, 간구(姦寇)가 있는 곳을 알아서 적발(摘發)하는 것이 귀신 같았고, 장물(臟物)의 증거를 발견하면 비록 적더라도 용서하지 않았다. 그들을 죽이지 않으면 그만두지 않으니, 이로 말미암아 도적들이 서로 경계하여 경내(境內)에는 들어오지 않았고, 고을 백성들이 그 덕을 입었다."는 것이다.

## 평가와 비판
세종 때 정인지·이순지·박윤창(朴允昌)과 더불어 경기도 안산(安山)에서 양전(量田)을 시행할 때도 공이 컸다고 평가된다.
또한 이순지와 더불어 당대에 가장 뛰어난 천문학자로서 세종대의 천문·역법 사업에 크게 공헌했다.  성종 때 윤필상이 임금에게 아뢰기를 “조종조(祖宗朝)에는 김담이 역법에 정통하였는데 그 뒤에는 그를 이을만한 자가 없습니다. 청컨대 문신들 중에서 적임자를 골라서 이를 익히도록 하소서”라고 했다는 기록이 있다. <임하필기 제13권·성종실록 등>
그가 충주목사로 재직할 때의 근무에 대해 충청도관찰사 함우치(咸禹治)는 "충주목사 김담은 청렴 공직하고 다스림이 밝아, 관원과 아전들이 잘 복종하고 백성이 편안하여 칭송이 높다"고 평하기도 했다.

## 참고 문헌
- 세종실록
- 세조실록
- 대동야승
- 연려실기술
- 증보문헌비고
- 대동운부군옥
- 무송헌문집
- 만성대동보
- 국조역상고

## 같이 보기
| - 천문학 - 월력 - 집현전 - 관상감 - 측우기 - 이순지 - 장영실 - 김륵 - 최해산 - 이순지 | - 정인지 - 이천 - 이수형 - 사방지 - 세종대왕 - 최무선 - 김숙자 - 김종직 - 송석충 - 정운경 | - 삼판서 고택 - 빈동재사 - 서거정 - 김시습 - 신숙주 - 김굉필 - 정도전 |